# Enrique Rivera Gallardo
Enrique Sebastián Rivera Gallardo (Santiago, 1977) es un curador, investigador y realizador audiovisual chileno. Fue presidente de la Corporación Chilena de Video y Artes Electrónicas entre 2013 y 2022 y director de la Bienal de Artes Mediales de Chile. Desde 2022 es el director ejecutivo de la Fundación Tiempos Nuevos, que tiene a cargo el Museo Interactivo Mirador (MIM).

## Biografía
Estudió Cine en la Escuela de Cine de Chile y en la Universidad de Chile, además de Dirección de Arte en la Universidad Mayor, Está emparejado con la artista Catalina Ossa con quien ha gestionado proyectos artísticos en común, y tienen dos hijos.

## Trayectoria
Su trabajo está enfocado en las conexiones entre arte, ciencia y contextos inmersivos.
En 2003 fundó y dirigió la Galería Persona en Santiago, en el 2007 la Plataforma Cultura Digital en el Museo de Arte Contemporáneo de la Universidad de Chile, y luego inició el archivo de videoarte del Centro de Documentación del Centro Cultural La Moneda.
Entre los años 2005 y 2007 realizó una residencia en el ZKM, de Karlsruhe, Alemania, que tuvo como resultado la instalación interactiva Multinode Metagame, en la cual se compilaban una serie de documentos, testimonios y dispositivos que mostraban su investigación sobre el proyecto Cybersyn, del cibernético inglés Stafford Beer. La instalación es hoy parte de la colección permanente de esta institución. 
Dirigió la Bienal de Artes Mediales de Chile y fue presidente de la Corporación Chilena de Video y Artes Electrónicas entre los años 2013 y 2022, contribuyendo al fortalecimiento de esta institución en términos editoriales, de internacionalización, gestión de alianzas y de políticas culturales que consideran el tratamiento ético de las artes que señalan y son producidas mediante plataformas electrónicas. Durante ese periodo fue comisario de varios proyectos, como la 14.ª Bienal de Artes Mediales, en Santiago de Chile (2019); El desvanecimiento de Los Andes en Buenos Aires (2018); Waves and Ripples en el ICC y ICC de Tokio, Japón (2017),  el 3.º Encuentro de Cultura Digital en el Archivo Nacional de Chile (2016); y Suspensión Voluntaria de la Lógica, en el Centro de Arte Contemporáneo Velan, Turín, Italia (2006) entre otras acciones que han situado a las prácticas interdisciplinarias de artistas chilenos en la escena internacional.
Ha sido jurado de diversos certámenes, como el Golden Nica del Ars Electronica, y realizado programas de residencia, entre los que destacan Simetría, que une los observatorios astronómicos de Chile (ALMA y ESO) con el colisionador de partículas CERN.
Actualmente es investigador en el programa Energy Fields de Fulcrum Arts, Getty Foundation y miembro del directorio de la Asociación Internacional de Bienales.

### Dirección del MIM
En 2022 fue nombrado director ejecutivo de la Fundación Tiempos Nuevos, que tiene a cargo el Museo Interactivo Mirador (MIM).Durante su dirección, ha estado a cargo de ejecutar el Plan Estratégico 2022-2026, que busca que el museo se convierta en Centro Interactivo de los Conocimientos.

### Controversias
En 2023 se vio envuelto en críticas por despido injustificado, acoso laboral, daño moral y vulneración de derechos contra el trabajador Mauricio Díaz. La demanda se resolvió por conciliación sin reconocimiento de los hechos y Rivera negó todas las acusaciones en su contra.
En febrero de 2025 el sindicato del MIM cuestionó su gestión, acusando irregularidades en la administración del recinto, en particular la contratación de Olivia Contreras, esposa de Miguel Crispi, quien fue incorporada como productora de itinerancias y actividades de extensión, sin contar con estudios superiores ni experiencia laboral en el área. 
Asimismo, se cuestionó la relación del museo con la Corporación Chilena del Video y las Artes Electrónicas, dirigida hasta 2022 por Rivera, y que ahora dirige su pareja, Catalina Ossa. Las críticas surgieron por la utilización de un espacio para almacenamiento de equipos sin un convenio formal ni pago de arriendo entre la corporación y el museo. Ossa, quien lleva más de 20 años de relación con Rivera y con quien tiene dos hijos, no aparece en la declaración de intereses del artista.Ante esto, Rivera fue llamado a declarar al Congreso para explicar posibles conflictos de interés y eventuales malas prácticas en el MIM.